# 抽气循环

抽气循环示意图

抽气循环是双组元推进剂火箭发动机的动力循环的一种，属于广义的开式循环。从火箭发动机主燃烧室抽取一部分热燃气引入涡轮驱动燃料/氧化剂泵，最后乏气直接排出。
NASA的J-2S火箭发动机，在1969年成功测试了抽气循环发动机。2013年, 蓝色起源（Blue Origin）公司的使用了抽气循环BE-3火箭发动机的新谢泼德火箭飞行测试成功。
抽气循环发动机的优点是结构简单，关闭也较为容易；缺点是起动相当复杂。而且循环涡轮必须耐受更高温度。